# Vilafranca (Ports)
Vilafranca (cooficialment en castellà, Villafranca del Cid) és un municipi del País Valencià situat a la comarca dels Ports. Amb una població de 2.200 habitants, constituïx el segon municipi més poblat de la comarca. A més, ocupa el sisé lloc quant a densitat respecte a tota la província de Castelló. Es troba al nord-oest de la província i forma part de les comarques del nord del País Valencià.
Encara que hi ha proves de poblaments a la zona des de l'edat de bronze, va ser fundada el 1239 per Blasco I d'Alagón i rebé el seu nom per tractar-se d'una vila (és a dir, no una aldea depenent) i franca (lliure, no sotmesa a cap senyor). Des de la Revolució Industrial, el poble es va dedicar majoritàriament a la indústria tèxtil, que ha constituït la seua activitat principal fins a l'actualitat.
L'1 de gener de l'any 2023 el municipi va passar de pertànyer a la comarca de l'Alt Maestrat a pertànyer a la comarca dels Ports, complint així les reivindicacions històriques que demanaven que el municipi passara a formar part de la comarca a què va pertànyer històricament (els Ports).

## Geografia
El municipi de Vilafranca està situat al límit occidental de la província de Castelló, a 82 km de la capital. El poble es troba en un altiplà elevat a 1.125 m sobre el nivell del mar. Tot i això, la resta del terme és molt accidentat, on destaquen entre les principals altures el tossal dels Montllats (1.643 m), el del Mas de Coder (1.467 m), el del Mas d'Altava (1.426 m), el del Mas de Tosca de Dalt (1.379 m), el d'Arriello (1.314 m) i el Canto del Picaio (1.305 m). La part més baixa del terme es troba al riu de Montlleó, a 710 m sobre el nivell del mar. Els punts més elevats estan formats bàsicament per roques calcàries a què l'erosió ha donat forma, de vegades, de manera capritxosa (com és el cas del paratge de les Coves del Forcall).

### Municipis limítrofs
El terme municipal de Vilafranca limita, per una banda, amb els municipis valencians de Portell de Morella, Castellfort, Ares del Maestrat, Benassal i Vistabella del Maestrat i de l'altra amb els aragonesos de Mosquerola, Cantavella i l'Anglesola.

### Carreteres
El nucli urbà està travessat completament per la  CV-15. En una direcció, eixa carretera connecta el poble amb la  CV-10 i, des d'ací, amb Castelló de la Plana.
En l'altra direcció, la carretera arriba fins al llogaret de la Pobla de Bellestar, on es bifurca. Una de les seues branques és la  CV-173, i unix el poble amb Mosquerola. L'altra branca entra en la província de Terol cap a l'Anglesola, i enllaça amb l'A-227.

## Clima
El clima de Vilafranca és clima mediterrani amb trets del continental, ja que està a l'interior. Té hiverns amb temperatures fredes i poc plujoses; en canvi, els estius són càlids i plujosos. Segueix les estadístiques del clima mediterrani, però Vilafranca està a un clot; per tant, experimenta sovint episodis d'inversió tèrmica. Aquests factors marquen la diferència amb el clima d'altres llocs. Hi ha una diferència notable de l'hivern a l'estiu. A l'hivern les temperatures mitjanes són al voltant de 5 °C i a l'estiu al voltant dels 18 i 19 °C. Aquesta temperatura és deguda a l'altitud on es troba el poble. La temperatura màxima registrada ha sigut de 38,5 °C el 10 d'agost de 2012 i la mínima de -12 °C el 7 de gener de 1985 i el 23 de gener de 2011. El mes de maig és el més plujós, fet que contrasta amb la resta de llocs, en què el mes més plujós sol ser octubre.

## Història

### Fundació
Els seus primers orígens es perden a la prehistòria. Bona prova d'això en són el poblat de l'edat del bronze de l'Ereta del Castellar (encara sense estudiar en profunditat), els nombrosos jaciments ibèrics amb què compta el terme (com ara el castell del Mallo, un altre dels que es consideren primers poblaments del terme), algunes pintures rupestres com les del barranc de la Gotera i les restes romanes trobades al terme (monedes, antigues calçades...).
La veritable fundació del poble, però, es va donar el 7 de febrer de 1239. El seu fundador va ser en Blasco I d'Alagón, que la va denominar Rivus Truitarum o Riu de les Truites (al lloc que actualment es coneix com a «la Pobla del Bellestar»). El pont gòtic que travessa el riu de les Truites va ser el que el rei Jaume I, segons el seu Llibre dels Fets, va utilitzar per entrar per primera vegada a terres castellonenques i, per tant, valencianes.
Amb els anys, però, la ubicació del nucli poblacional es va canviar a l'actual, a un altiplà més ben situat. No és fins al 1274, trenta-cinc anys després de la seua fundació, que apareix per primera vegada el nom de Vilafranca. Amb el canvi de nom es volien expressar dues coses: «vila», és a dir, que no era una aldea depenent de Morella ni de cap altre castell; i «franca» o lliure, és a dir, que depenia directament del rei.

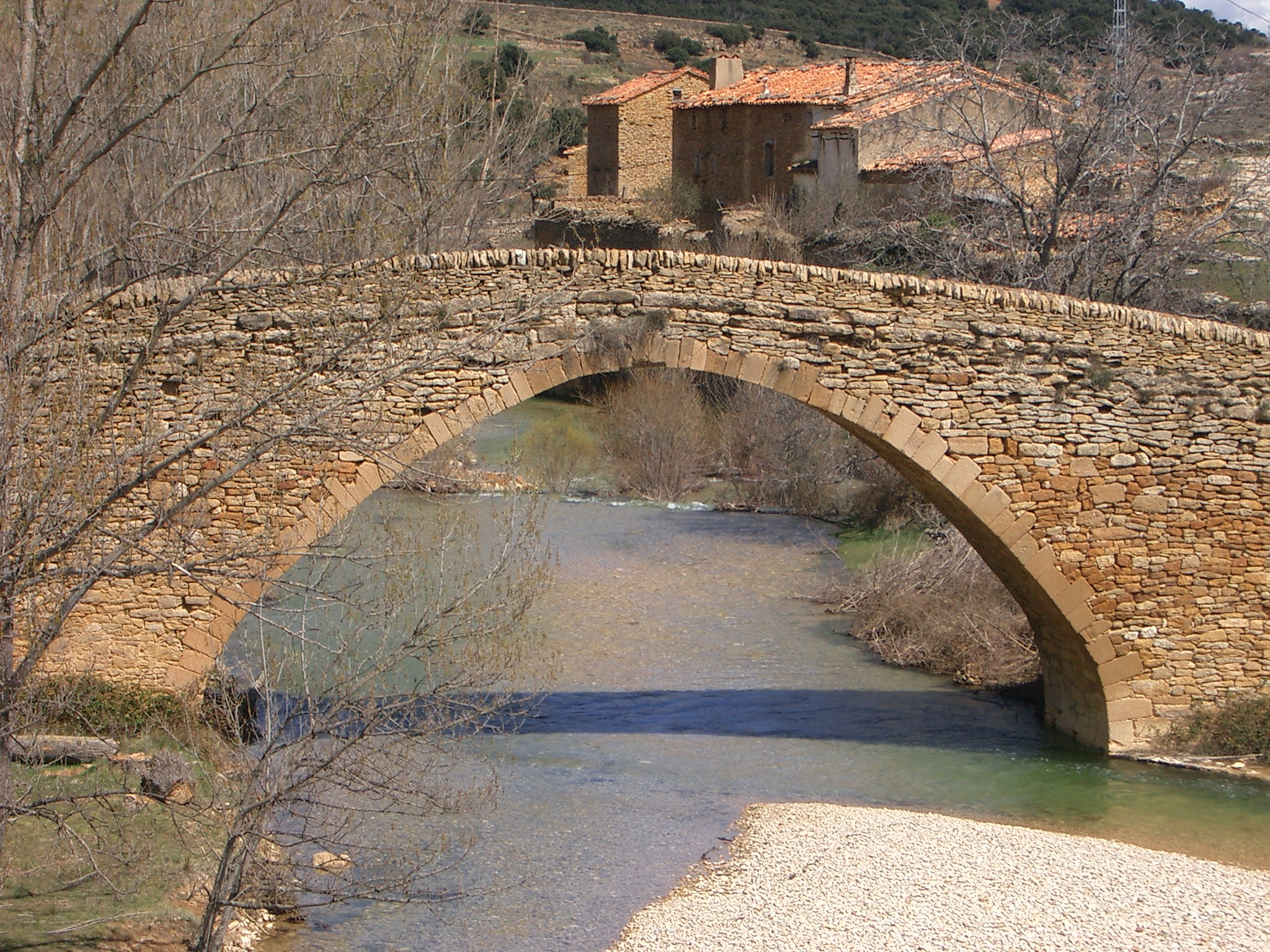
Pont gòtic sobre el "riu de les truites"

### Aldea de Morella
Després de pertànyer a la casa d'Alagó, a la d'Anglesola després i després tornar a la d'Alagó, es va incorporar als «Térmens Generals del Castell de Morella» el 14 de maig de 1303. El 27 de desembre de 1333, els vilafranquins es van rebel·lar contra les decisions dels jurats morellans, iniciant-se amb eixe acte la seua lluita per la independència de Morella, que duraria quasi quatre segles.
Hi va haver una sèrie de disputes amb Mosquerola, a conseqüència de les quals es van perdre el castell del Mallo i la pedania de La Estrella, entre 1335 i 1340.
El rei Pere el Cerimoniós va autoritzar la construcció de muralles i va concedir la independència de Morella el 8 de juny de 1358; però 11 anys després va canviar d'idea i va anul·lar el privilegi. Així la construcció de les muralles va resultar una causa massa costosa pel poble. Va ser Felip IV qui va entendre la càrrega financera que això suposava per a les aldees, que a més de la construcció de la muralla havien de pagar tributs a Morella, i (com a compensació als serveis prestats a les guerres de França i Catalunya) les va independitzar.
Va ser el pròcer notari Joan Baptista Penyarroja qui va aconseguir de Carles II la independència de totes les aldees el 9 de febrer de 1691 i la seua erecció en viles reials.

### Després de la independència
Durant la Guerra de Successió, la vila va prendre partit per l'arxiduc Carles d'Àustria.
Tot i que sempre hi va haver un important nucli tradicionalista i va ser fill del poble un guerriller tan famós com el Serrador, Vilafranca va prendre part pels liberals d'Isabel II; però Cabrera la va prendre per sorpresa el 1834. Després va ser una altra vegada fort liberal fins que es va rendir per trobar-se aïllat entre els dominis carlistes. Al seu terme es va lliurar la batalla de Vilafranca del Cid el 28 de juny de 1875, guanyada per Jovellar, Azcárraga i Villaviciosa, contra l'Exèrcit carlí del Centre d'Dorregaray, Cucala i Villalaín (que va morir en la batalla). Esta batalla s'ha considerat el principi de la fi de la guerra entre el centre i València.

## Nomenclatura i comarcalització
Durant molts anys s'han utilitzat per a Vilafranca nomenclatures històricament incorrectes. La més freqüent és Vilafranca del Cid, intentant justificar la presència del mot «cid» no com a tribut al Cid, mercenari de la Reconquesta (que va morir cent quaranta anys abans de la fundació del poble), sinó com a adaptació fonètica del mot àrab «seit», nom que segons aquesta teoria utilitzarien els autòctons per a referir-se a Blasco I d'Alagón. Eixa explicació, a més de no tenir base històrica, és il·lògica, atès que no té sentit que els pobladors cristians es referisquen al seu senyor, també cristià, utilitzant un mot àrab. Esta nomenclatura es pot trobar per primera vegada a 1749, i no es consolida fins al regnat d'Isabel II.
La segona denominació incorrecta és Vilafranca del Maestrat, que com es pot observar a la secció d'història, no té cap sentit. Evidentment, no podia ser «del Maestrat» (és a dir, depenent del maestre de l'orde del Temple) una vila que havia estat creada «franca»; és a dir, que una vila no pot ser al mateix temps «dependent» i «lliure». La primera vegada que s'utilitza eixa denominació és molt més moderna que l'anterior, i tots els autors apunten que va ser una invenció de l'historiador i lingüista Manuel Sanchis Guarner el 1950.
La denominació històricament correcta és, per tant, Vilafranca, sense cap afegit. Tot i això, l'Ajuntament de Vilafranca accepta com a denominacions oficials tant «Vilafranca» (en català) com «Villafranca del Cid» (en castellà).
Quant a la comarcalització, Vilafranca va ser aldea de Morella i, per tant, pertany històricament a la comarca dels Ports de Morella. A més, Vilafranca no va pertànyer mai al Maestrat vell de Montesa. Tot i això, la divisió en DTH de la Generalitat Valenciana agrupava fins a l'any 2022 el municipi a la comarca de l'Alt Maestrat, any en què es va produir un canvi i el municipi de Vilafranca va passar a formar part de la comarca dels Ports de Morella.

## Política i govern

### Composició de la Corporació Municipal
El Ple de l'Ajuntament està format per 11 regidors. En les eleccions municipals de 26 de maig de 2019 foren elegits 8 regidors del Partit Socialista del País Valencià (PSPV-PSOE), 2 de Compromís per Vilafranca (Compromís) i 1 del Partit Popular (PP).
| Eleccions municipals de 26 de maig de 2019 - Vilafranca                                                                        |                                          |                                     |                                     |        |          |          |
| Candidatura | Candidatura                              | Candidatura                         | Cap de llista                       | Vots   | Vots     | Regidors |
| | Partit Socialista del País Valencià-PSOE |                                     | Sílvia Colom Monferrer              | 874    | 67,70%   | 8 (+2)   |
| | Compromís per Vilafranca                 |                                     | Francesc Monfort Granell            | 276    | 21,38%   | 2 (-1)   |
| | Partit Popular                           |                                     | Jairo Sans Peris                    | 115    | 8,91%    | 1 (-1)   |
| | Vots en blanc                            |                                     |                                     | 26     | 2,01%    |          |
| Total vots vàlids i regidors                                                                                                   | Total vots vàlids i regidors             | Total vots vàlids i regidors        | Total vots vàlids i regidors        | 1.291  | 100 %    | 11       |
| | Vots nuls                                | Vots nuls                           | Vots nuls                           | 38     | 2,86%    |          |
| Participació (vots vàlids més nuls)                                                                                            | Participació (vots vàlids més nuls)      | Participació (vots vàlids més nuls) | Participació (vots vàlids més nuls) | 1.329  | 72,78%** |          |
| Abstenció | Abstenció                                | Abstenció                           | Abstenció                           | 497*   | 27,22%** |          |
| Total cens electoral | Total cens electoral                     | Total cens electoral                | Total cens electoral                | 1.826* | 100 %**  |          |
| Alcaldessa: Sílvia Colom Monferrer (PSPV) (15/06/2019) Per majoria absoluta dels vots dels regidors (8 vots de PSPV)           |                                          |                                     |                                     |        |          |          |
| Fonts: JEC, JEZ Vinaròs, M. Interior, Periòdic Ara. (* No són vots sinó electors. ** Percentatge respecte del cens electoral.) |                                          |                                     |                                     |        |          |          |

### Alcaldes
Des de 2019 l'alcaldessa de Vilafranca és Sílvia Colom Monferrer del Partit Socialista del País Valencià (PSPV-PSOE).
| Període                       | Alcalde o alcaldessa     | Partit polític | Data de possessió | Observacions |
| ----------------------------- | ------------------------ | -------------- | ----------------- | ------------ |
| 1979–1983                     | Jaime Vives Lorenz       | UCD            | 12/07/1979        | --           |
| 1983–1987                     | Jaime Vives Lorenz       | PDL            | 28/05/1983        | --           |
| 1987–1991                     | Roger Tena Monforte      | PSPV-PSOE      | 30/06/1987        | --           |
| 1991–1995                     | Roger Tena Monforte      | PSPV-PSOE      | 15/06/1991        | --           |
| 1995–1999                     | Roger Tena Monforte      | PSPV-PSOE      | 17/06/1995        | --           |
| 1999–2003                     | Francesc Miralles Garcia | AE-CIV         | 03/07/1999        | --           |
| 2003–2007                     | Òscar Tena Garcia        | PSPV-PSOE      | 14/06/2003        | --           |
| 2007–2011                     | Òscar Tena Garcia        | PSPV-PSOE      | 16/06/2007        | --           |
| 2011–2015                     | Òscar Tena Garcia        | PSPV-PSOE      | 11/06/2011        | --           |
| 2015–2019                     | Òscar Tena Garcia        | PSPV-PSOE      | 13/06/2015        | --           |
| 2019-2023                     | Sílvia Colom Monferrer   | PSPV-PSOE      | 15/06/2019        | --           |
| Des de 2023                   | Sílvia Colom Monferrer   | PSPV-PSOE      | 17/06/2023        | --           |
| Fonts: Generalitat Valenciana |                          |                |                   |              |

## Demografia

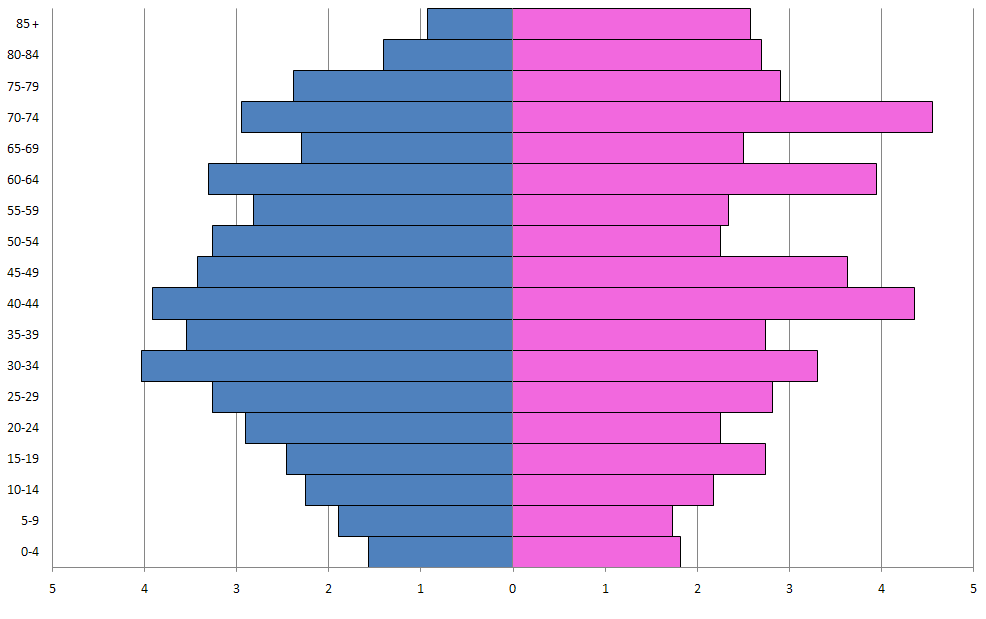
Piràmide de població de Vilafranca per a l'any 2007.

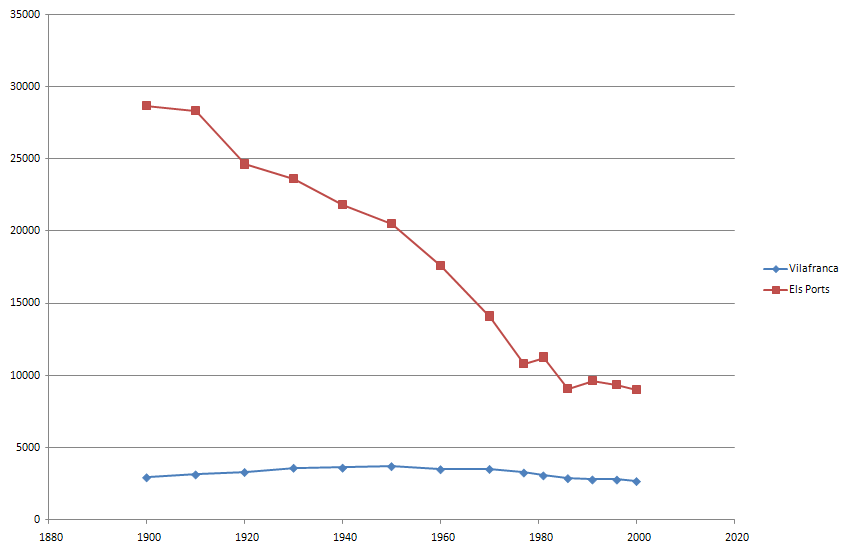
Gràfica de la població de Vilafranca (blau) respecte als Ports (vermell), 1900-2000

El padró municipal de l'1 de gener de 2007 diu que Vilafranca té 2.480 habitants, 1.206 homes i 1.274 dones. A més, el poble compta al seu cens amb 182 estrangers (90 homes i 92 dones), que representen el 7,3% del total. La distribució per edats de la població és la següent:
- Menors de 16 anys: 310 (156 homes i 154 dones)
- De 16 a 64 anys: 1.545 (803 homes i 742 dones)
- De 65 anys i més: 625 (247 homes i 378 dones)

Si s'observa la piràmide de població que s'adjunta es pot estudiar la població per edats amb més detall. Així, es pot observar que es tracta d'una població envellida, amb la majoria de població concentrada entre els 30 i els 45 anys.
Vilafranca és l'únic dels pobles del seu entorn que, tot i l'envelliment ja esmentat ha aconseguit mantenir la població tot i la despoblació generalitzada del medi rural que va tenir lloc durant el segle xx. Això es pot veure gràficament a la figura que s'adjunta. A més, cal tenir en compte que Vilafranca ha passat de representar el 10,10% de la població de la comarca dels Ports l'any 1900 al 29,33% l'any 2000. Probablement, eixe fet es deu a la presència de la indústria a la localitat.
| 1990  | 1992  | 1994  | 1996  | 1998  | 2000  | 2002  | 2004  | 2005  | 2006  | 2007  | 2008  | 2019  |
| ----- | ----- | ----- | ----- | ----- | ----- | ----- | ----- | ----- | ----- | ----- | ----- | ----- |
| 2.801 | 2.769 | 2.742 | 2.740 | 2.680 | 2.635 | 2.566 | 2.569 | 2.547 | 2.547 | 2.558 | 2.520 | 2.200 |

## Llocs d'interès

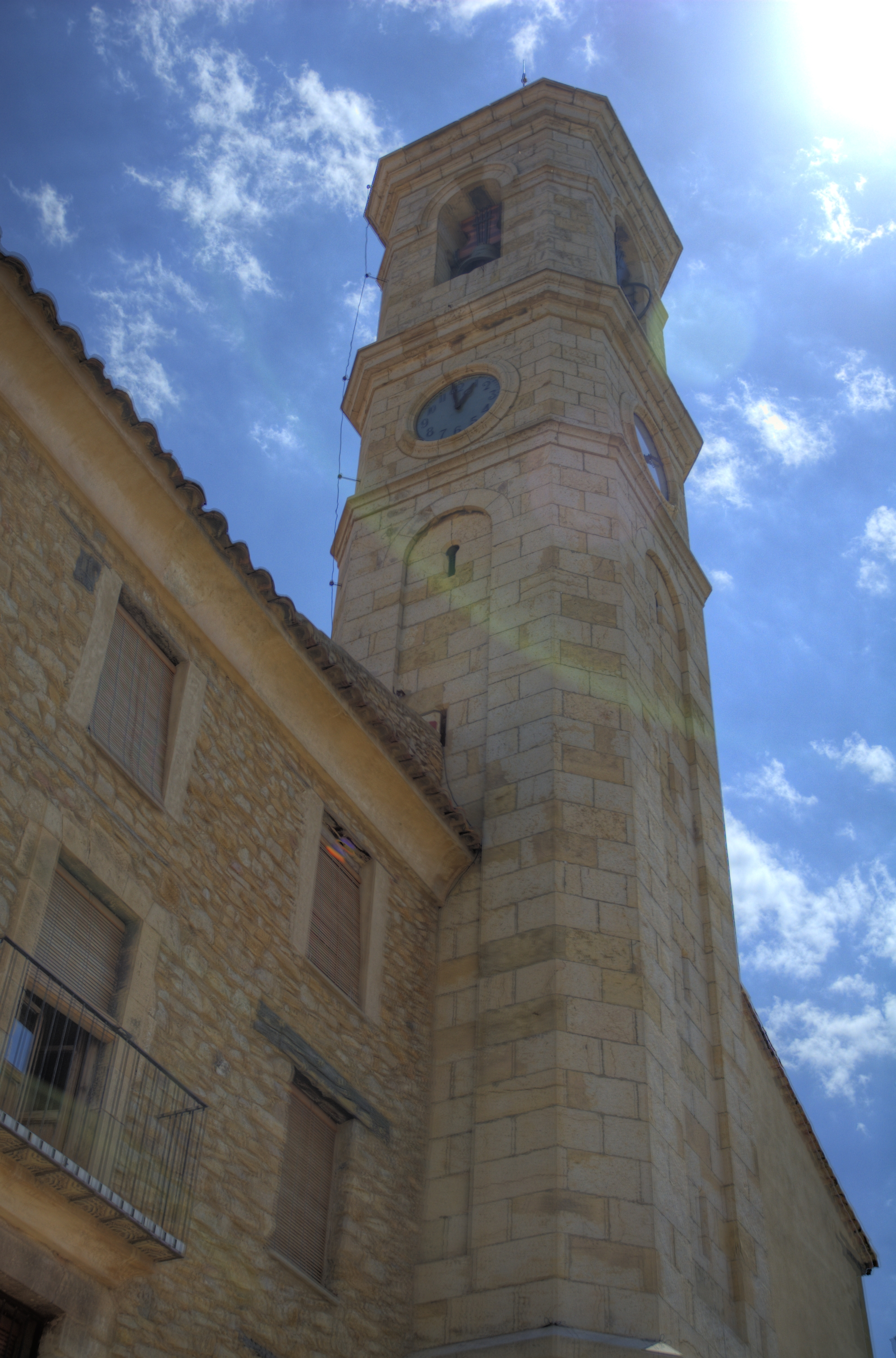
Campanar de l'església parroquial de Vilafranca

### Monuments religiosos
- Església de Santa Maria Magdalena. Monument renaixentista edificat entre 1567-1572, sota la direcció de Raimon de Pertusa i Pere Maseres. Un dels edificis més destacats del segle xvi valencià, restaurat durant els darrers anys. Formen també part del conjunt el campanar i l'anomenada torre de Conjurar, una construcció de planta quadrangular que es troba actualment en procés de restauració. Declarada Bé Immoble de Rellevància Local.[15][16]
- Santuari de la Mare de Déu del Llosar. Dedicat a la copatrona de Vilafranca. Església del segle xvii i plaça semiporticada del segle xix, coneguda com "els arcs del Pare Plàcid". Declarada Bé Immoble de Rellevància Local.[17]
- Ermita de Sant Miquel. És l'església de l'antic poblament del "riu de les truites". És una església romànica-gòtica, "de conquesta", de finals del segle xiii. Alberga un retaule de Bernat Serra, que està datat en 1429. Declarada Bé Immoble de Rellevància Local.[18]
- Ermita de Sant Roc. (1705-1725) Església barroca del segle xviii dedicada al patró de la vila. Actualment en estat ruïnós. Declarada Bé Immoble de Rellevància Local.[19]
- Ermita de Santa Bàrbara. (1773-1794). Temple de transició del barroc al neoclàssic de finals del segle xviii. Conté frescos recentment restaurats. Declarada Bé Immoble de Rellevància Local.[20]
- Ermita del Calvari. Declarada Bé Immoble de Rellevància Local.[21]

### Monuments civils
- Conjunt de Masies fortificades, entre les quals cal destacar les catalogades com a béns d'interés cultural que són:Masia fortificada Mas de Roig, Torre d'en Blasco, Masia fortificada Torre Fonso, Masia fortificada Torre Leandra, Masia fortificada Mas Tena, Masia fortificada Torre Barreda, Torre de la Pobla del Bellestar.[22]
- Pont de la Pobla de Bellestar. Sobre el "Riu de les Truites"; pont gòtic de finals del segle xiii, de gran importància històrica.
- Portal de Sant Roc. Conegut com "el portalet", pertany al segle xiv, i és l'única resta de les muralles de la vila.
- Antic hospital. Ubicat davant del Portalet. Actualment és seu de diverses associacions, com ara la comissió de festes.
- Cases senyorials. Al nucli antic. Destaquen la casa dels Penyarroja, les cases modernistes (com la casa de Julio Monfort o la casa del farmacèutic Enric Segura) i l'antiga seu de la Confraria Major, de portalada barroca.
- Casa i clínica del Dr. Manuel Palomo. Coneguda popularment com "El Moderno", és un edifici modernista que data de 1926. Es troba a la plaça Blasco d'Alagón.
- Ajuntament. Edifici gòtic de finals del segle xiv o principis del xv. Actualment usat com a sala de plens, però no conté les oficines municipals. A la sala de plens es troba el retaule de Valentí Montoliu, pintat el 1455 i que ha sigut qualificada per alguns crítics com la millor pintura del segle xv valencià. A més, l'anomenada "sala gòtica" s'utilitza actualment com a sala d'exposicions. Allotja també la col·lecció museogràfica municipal i l'Oficina de Turisme.
- El Moderno. Edifici de traces renaixentistes construït en terce del segle passat
- Llotja. Antigament dedicada al comerç local, es conserven els arcs ogivals. Actualment, acull la guarderia municipal i el Museu de la Pedra en Sec. Al davant seu té el Pilleric, gran pedra rodona que s'utilitzava per a lligar als criminals per a exposar-los davant la gent.
- Forn medieval. Construït a finals del segle xiii, quan es trasllada el poble a l'actual emplaçament.

### Museus
- Col·lecció museogràfica municipal. Allotjada a l'antic Ajuntament gòtic, recull una mostra de minerals i fòssils de la localitat.
- Museu de la Pedra en Sec. A l'edifici de la Llotja, conté panells, maquetes i audiovisuals sobre les construccions de pedra en sec típiques de la localitat.
- Museu Parroquial. Allotjat a la sagristia menor de l'Església Parroquial des de 1974, però probablement passarà a la Torre de Conjurar quan acabe la seua restauració. Conté les obres d'art de caràcter religiós del patrimoni eclesiàstic. Hi destaca una mostra d'indumentària religiosa del segle xvi.

### Monuments etnològics
- Construccions de la pedra en sec. Kilòmetres i Kilòmetres de parets per separar els marges dels bancals o també les artigues i les tancades. Paredons, pedregals, gorroneres, porteres, entre d'altres. Un seguit de construccions en les quals destaquen les parets de la pedra en sec.

### Paratges naturals
- Bosc de la Palomita. Paratge natural municipal
- Les coves del Forcall. Paratge natural situat al sud de Vilafranca, a pocs kilòmetres del nucli urbà. Es tracta d'una sèrie de formacions de pedra calcària situades al voltant d'un barranc, pel llit del qual s'accedix al paratge.

## Celebracions
- Publicata de Sant Antoni (cap de setmana més proper al 17 de gener) - Una de les seues festivitats més antigues, inclou la representació teatral de la vida del Sant i la crema de la "barraca", així com altres actes com l'"alto a la malea".[23]
- Sant Blai (cap de setmana més proper al 3 de febrer) - Més modesta que Sant Antoni, se celebra una rondalla i "joies".
- Pasqua Llosar (dilluns de pasqua de Pentecosta, mes de juny) - La primera de les festes dedicada a la Mare de Déu del Llosar i la menor. Els vilafranquins van en romeria fins a l'ermita del Llosar, on es repartix un desdejuni a base de llet de cabra o ovella.
- Capsigrany (mitjans de juny) - Mostra de teatre que se celebra des de l'any 2000[24] i que ocupa diversos espais del poble durant tot un cap de setmana. Organitzada, principalment, per l'associació cultural "La Xalera".[25]
- Sant Cristòfol (3r diumenge de juliol) - Festa dedicada als conductors, amb benedicció dels automòbils.
- Fira de la Magdalena (cap de setmana més prop del 22 de juliol) - Antiga fira de bestiar recuperada el 1996 i ampliada a tots els sectors comercials (tot i que encara conserva una part important de bestiar).
- Festes Patronals (setmana del 15 d'agost) - La major festivitat local quant a assistència, celebrada en honor de Sant Roc.
- Dia de la Mare de Déu del Llosar (8 de setembre) - La festa religiosa més important del poble. Els vilafranquins, una vegada més, van en romeria a l'ermita del Llosar, on es repartixen els típics pastissos.[26]

A més, Vilafranca ha sigut en diverses ocasions seu de l'Aplec dels Ports, una festivitat reivindicativa que es va celebrar al poble els anys 1982, 1991, 2001, 2010 i 2018.

## Música

### Música de banda

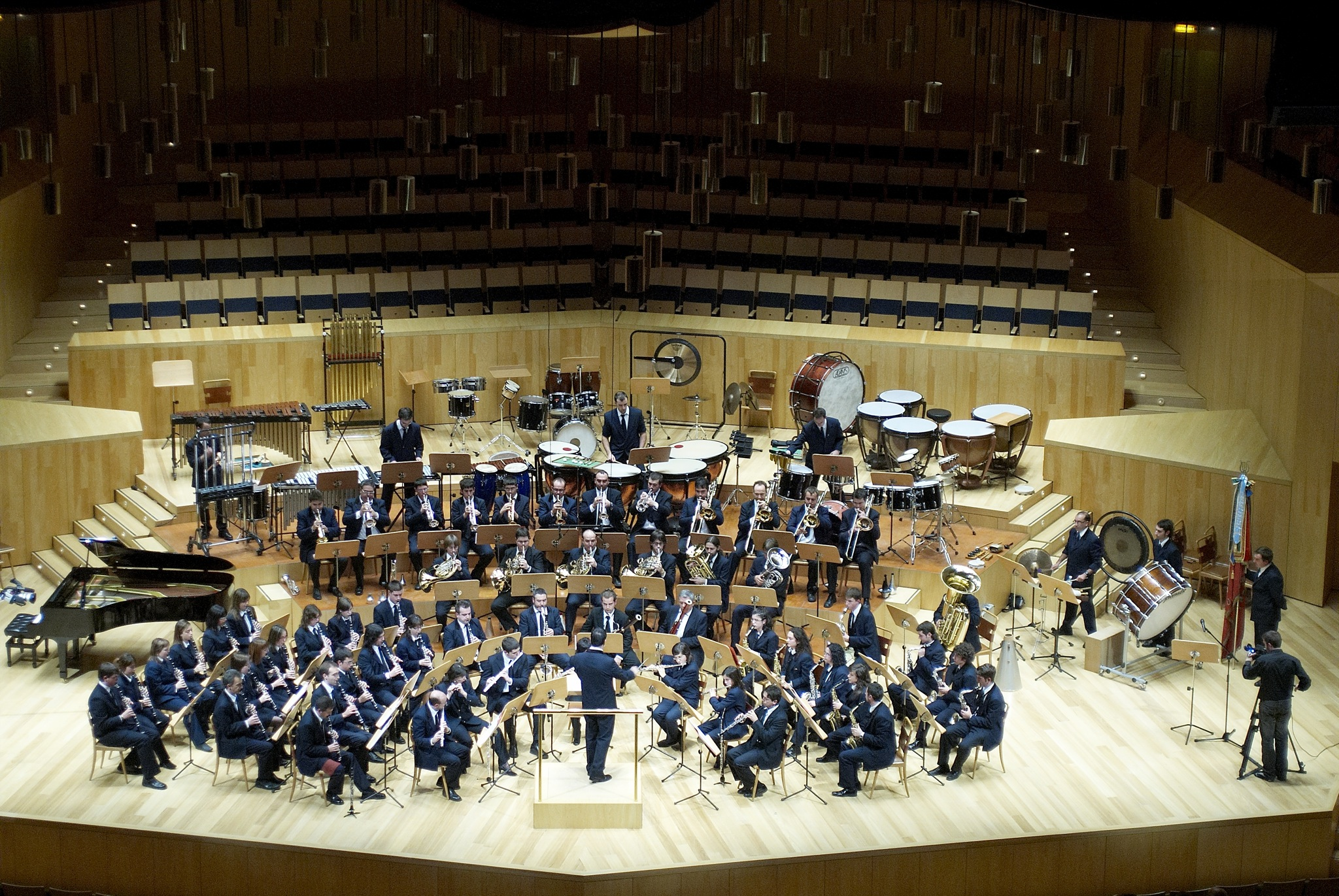
La Unió Musical de Vilafranca

La Unió Musical de Vilafranca es va fundar l'any 1928. Durant els anys seixanta, va tenir també una prolongació còmico-musical anomenada "Los Bohemios". Actualment, el director és Pau Monfort, director amb el qual han aconseguit diversos primers i segons premis al Certamen Provincial de Bandes, Certamen Internacional "Ciutat de València" i Certamen de la Comunitat Valenciana. Han editat 5 àlbums:
- Vilafranca 8 de Setembre, un recull de la música que es toca el dia de la Mare de Déu del Llosar a Vilafranca. Gravat a la Biblioteca de Vilafranca.
- Concert, amb diverses obres tocades a certàmens i gravades en directe.
- The Lord of the Rings, simfonia per a banda composta el 1988 pel músic holandès Johan de Meij.
- 75 Aniversari de la UMV, primera obra gravada en estudi de la banda.
- Vesprada de Bous a Vilafranca, en col·laboració amb el Club Taurí de Vilafranca.

A més, al poble hi ha un ball típic, anomenat ball pla, que es troba a diverses poblacions de la zona i arreu del territori catalanoparlant. Es balla en tres ocasions a l'any: a Sant Cristòfol, a les festes patronals i el dia de la Mare de Déu del Llosar. Eixe ball es va enregistrar, amb un tempo més lent del que s'utilitza per a ballar, i està inclòs en l'àlbum Vilafranca 8 de Setembre. El ball pla es balla des de sempre a la localitat de Vilafranca. El ball pla és un ball típic d'aquesta localitat i d'altres pobles de l'Alt Maestrat. Es realitza a la plaça del poble (plaça d'En Blasc), al mig de la plaça es fica la Unió Musical de Vilafranca per a tocar totes les cançons típiques d'aquest ball. Al voltant dels músics es fiquen tots els balladors, normalment, van per parelles d'home i dona / xiquet i xiqueta, ja que aquest ball el poden ballar tant menuts com grans. Les dones porten als cabells un replegat, un mantó pels muscles; també porten una falda roja amb flors brodades de color negre finalment als peus porten unes calces blanques i unes sabates d'espart amb uns cordells negres. Els hòmens porten un mocador al cap, una camisa blanca i damunt porten una armilla; uns pantalons negres pel genoll, per baix porten unes calces blanques. finalment unes sabates d'espart com les de la dona.

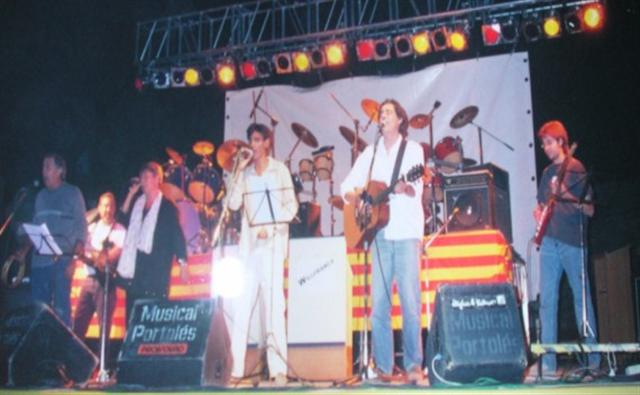
Adesiara, a la plaça de bous de Vilafranca, any 2003

### Música moderna
El poble ha tingut diversos grups des dels anys seixanta, que inclouen Los Villfranc's, Grupo Ciclo, Adesiara (que cultivaven la música folk, amb un CD editat després de la seua reunió l'any 2003), Ciclades (format per components dels grups anteriors), Alinodoro, Primera Toma (pop amb elements dels anys 80, sobretot de la new wave) i Alimanya (encara en actiu i amb una maqueta editada). Alguns d'aquells grups van ser objecte d'un tribut durant les festes patronals de 2003. Per a l'ocasió es va editar un CD que inclou temes de Los Villfranc's, Adesiara, Ciclades i Primera Toma, amb el nom d'Aquella nit de festes... 2003.

### Altres
A més, el poble ha comptat durant la seua història amb grups dedicats a la rondalla i la jota, També en determinades èpoques ha estat interessant el repertori musical-coral que s'ha dut a terme. A principis de segle hi havia un cor a l'església que interpretava les peces que anaven fent-se populars des de la seu tortosina, per exemple la missa de Botazo, la missa de Perosi, motets sacres com el tota pulchra, etc.

## Esports
Donada la seua evolució industrial, Vilafranca va rebre des dels inicis del segle xx una gran quantitat de personal especialitzat de fora, que van portar el futbol a la localitat. Això va fer que Vilafranca fou un dels primers pobles del seu entorn en tenir club de futbol, que com a mínim ja existia als inicis de la dècada dels 30. L'actual C.F. Villafranca es va fundar l'any 1977. Té un equip amateur, que juga a la 2a Regional, Grup 1; i un equip juvenil, fundat als anys 80 i que disputa la 3a Regional.
A més, Vilafranca té un club d'escacs i el Club Frontenis Vilafranca, entre d'altres. Entre les seues infraestructures esportives destaquen el camp de futbol El Serrito, un poliesportiu, un frontó cobert i una piscina coberta.

## Personatges importants
- Marcelino Andrés y Andrés (1807-1852), metge i botànic que va investigar la flora i fauna africanes
- Matilde Escuder Vicente (1913-2006), mestra llibertària